# 阿利尼科讷
阿利尼科讷（法語：Alligny-Cosne，法語發音：[aliɲi kon]）是法国涅夫勒省的一个市镇，属于卢瓦尔河畔科讷库尔区。

## 地理
阿利尼科讷（47°27'15"N, 3°3'43"E）面积34.41 平方千米，位于法国勃艮第-弗朗什-孔泰大區涅夫勒省，该省份为法国中部省份，北至约讷省，西北接卢瓦雷省，西接谢尔省，南至阿列省，东南接索恩-卢瓦尔省，东临科多尔省。
与阿利尼科讷接壤的市镇（或旧市镇、城区）包括：圣韦兰、圣卢德布瓦、比特里、锡耶、栋济、佩鲁瓦、普尼。

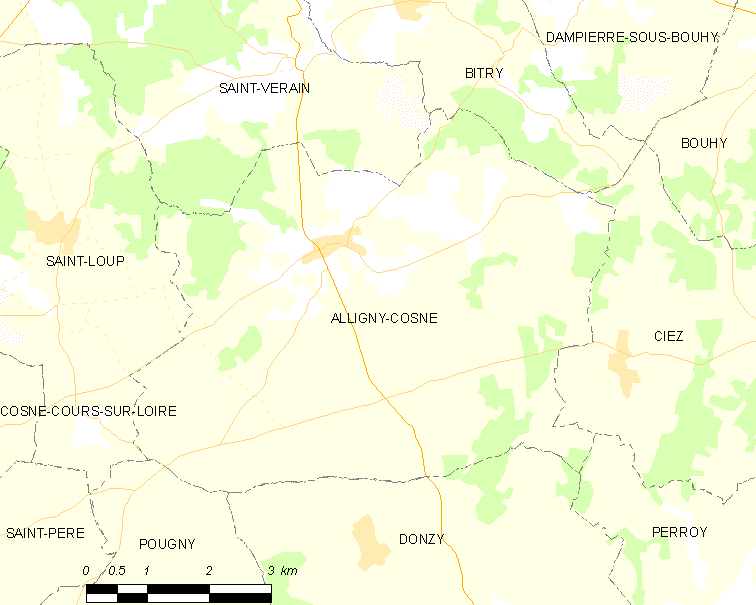
阿利尼科讷的OSM定位图

阿利尼科讷的时区为UTC+01:00、UTC+02:00（夏令时）。

## 行政
阿利尼科讷的邮政编码为58200，INSEE市镇编码为58002。

## 政治
阿利尼科讷所属的省级选区为卢瓦尔河畔科讷库尔县。

## 人口

1962-2008年间阿利尼科讷人口变化图示

阿利尼科讷于2022年1月1日时的人口数量为922人。